# Carla McGhee
Carla Renee McGhee (ur. 6 marca 1968 w Peorii) – amerykańska koszykarka występująca na pozycjach silnej skrzydłowej lub środkowej, reprezentantka kraju, mistrzyni olimpijska, po zakończeniu kariery zawodniczej trenerka koszykarska.
W 1986 zdobyła mistrzostwo stanu szkół średnich klasy AA stanu Illinois. Została też wtedy zaliczona do składu High School All-American.
Przez sześć lat grała profesjonalnie w ligach Niemiec, Francji, Turcji, Korei Południowej, Hiszpanii, Włoch i Grecji.
1 sierpnia 2006 objęła stanowisko dyrektora do spraw personelu w WNBA.

## Osiągnięcia
Na podstawie, o ile nie zaznaczono inaczej.

### NCAA
- Mistrzyni:
  - NCAA (1987, 1989)
  - turnieju konferencji Southeastern (SEC – 1988, 1989)
  - sezonu regularnego SEC (1990)
- Uczestniczka rozgrywek:
  - NCAA Final Four (1987–1989)
  - Elite 8 turnieju NCAA (1987–1990)
- Zaliczana do:
  - I składu debiutantek – Tennessean All-Freshman Team (1987)
  - Galerii Sław Sportu Lady Vol – Lady Vol Hall of Fame (2007)[5]

### Inne
- Uczestniczka meczu gwiazd:
  - ligi hiszpańskiej (1992)
  - lig hiszpańskiej i włoskiej (1993)
- Zaliczona do Galerii Sław Sportu Greater Peoria Sports
- Liderka w zbiórkach ligi hiszpańskiej (1993 – 14,3)

### Reprezentacja
- Mistrzyni :
  - olimpijska (1996)[6][7]
  - Ameryki (1993)[8]
  - Igrzysk Dobrej Woli (1994)[9]
- Brązowa medalistka mistrzostw świata (1994)[10][11]
- Zdobywczyni Pucharu Jonesa (1987)[12]
- Powołana na igrzyska panamerykańskie 1995, które zostały odwołane z powodu zbyt małej liczby uczestników[13]